# Братія (Беревоєшть, Арджеш)
Братія (рум. Bratia) — село у повіті Арджеш в Румунії. Входить до складу комуни Беревоєшть.
Село розташоване на відстані 129 км на північний захід від Бухареста, 45 км на північ від Пітешть, 137 км на північний схід від Крайови, 67 км на південний захід від Брашова.

## Населення
За даними перепису населення 2002 року у селі проживали 148 осіб, усі — румуни. Усі жителі села рідною мовою назвали румунську.